# Алефельд, Фридрих
Фри́дрих Гео́рг Кри́стоф А́лефельд (нем. Friedrich Georg Christoph Alefeld, 21 октября 1820 — 28 апреля 1872) — немецкий ботаник и врач.

## Имя
В различных источниках встречаются разные формы записи имени Алефельда:
- нем. Friedrich Alefeld[2][3][4],
- нем. Friedrich Alefeld Lechdring[2],
- нем. Friedrich Lechdringhausen-Alefeld[2],
- нем. Friedrich Christoph Wilhelm Alefeld[5].

## Биография
Фридрих Георг Кристоф Алефельд родился 21 октября 1820 года.
Он посещал гимназии в Вормсе и Дармштадте, а в 1839 году поступил в Гиссенский университет. С 1840 по 1842 год Алефельд учился в Хайдельберге, где он обратился к естественным наукам.
В 1856 году была опубликована его работа Die Bienenflora Deutschlands. В 1863 году была опубликована его работа Grundzüge der Phytobalneologie od. Lehre von den Kräuterbädern, а в 1866 году — Landwirthschaftliche Flora Mittel-Europa’s.
Фридрих Георг Кристоф Алефельд умер в городе Обер-Рамштадт 28 апреля 1872 года.

## Научная деятельность
Фридрих Георг Кристоф Алефельд специализировался на семенных растениях.

## Научные работы
- Die Bienenflora Deutschlands (Darmstadt 1856)[4].
- Grundzüge der Phytobalneologie od. Lehre von den Kräuterbädern (Neuwied 1863)[4].
- Die Bienen-Flora Deutschlands und der Schweiz (Neuwied, Heuser, 1863).
- Landwirthschaftliche Flora Mittel-Europa’s (Berlin 1866)[4].